# Il destino degli altri
Il destino degli altri (A Daughter's a Daughter) è un romanzo di Agatha Christie pubblicato nel 1952 sotto lo pseudonimo di Mary Westmacott. Il romanzo, il quinto dei sei pubblicati come Mary Westmacott, era stato originariamente ideato come un'opera teatrale negli anni 30 e tratta del complicato rapporto tra una madre e una figlia.

## Trama
La vedova Ann Prentice si è innamorata di Richard Caulfield, in cui vede una nuova speranza di essere felice per la prima volta dopo anni. Tuttavia, a poche settimane dalle nozze la sua unica figlia Sarah torna a casa per la prima volta in tre anni e la giovane non riesce a concepire l'idea che la madre si possa risposare e rovina ogni possibilità di Ann di sistemarsi con Richard. Nonostante tutto, l'amore materno fa sì che Ann perdoni Sarah e per le due si apre una nuova possibilità di essere felici insieme.

## Opera teatrale
La Christie offrì i diritti teatrali del dramma a Peter Saunders, il suo storico produttore teatrale, che le suggerì delle modifiche per rendere più attuale il testo, aggiornando riferimenti che ormai erano vecchi di vent'anni. L'adattamento teatrale, scritto dalla stessa Christie, fece il suo debutto al Theatre Royal di Bath il 9 luglio 1956 e rimase in cartellone per una settimana e otto rappresentazioni. Anche il dramma fu presentato come opera di Mary Westmacott, ma la vera identità della Christie fu rivelata e la fama della giallista assicurò un buon riscontro di botteghino all'adattamento scenico de Il destino degli altri. Tuttavia, Saunders non riteneva la commedia abbastanza buona per le scene londinese e la Christie abbandonò il progetto.
Alla morte della Christie i diritti dell'opera passarono alla figlia Rosalind Hicks, che non aveva mai amato Il destino degli altri perché credeva che il personaggio di Sarah fosse ispirato a lei. Dopo la morte della Hicks nel 2004, il produttore Bill Kenwright ha portato il dramma in scena a Londra, in un allestimento ai Trafalgar Studios con Honeysuckle Weeks nel ruolo della protagonista. L'intuizione di Saunders si rivelò corretta e l'opera riscontrò scarso successo di critica e pubblico.

## Edizioni italiane
- Agatha Christie, Il destino degli altri, Fratelli Fabbri Editori, 1974,  p. 190.